# IC 3322
IC 3322 est une galaxie spirale intermédiaire vue par la tranche et située dans la constellation de la Vierge. Sa vitesse par rapport au fond diffus cosmologique est de 1 523 ± 24 km/s, ce qui correspond à une distance de Hubble de 22,5 ± 1,6 Mpc (∼73,4 millions d'al). Elle a été découverte par l'astronome allemand Arnold Schwassmann en 1899.
La classe de luminosité d'IC 3322 est III-IV et elle présente une large raie HI. Elle renferme également des régions d'hydrogène ionisé.
À ce jour, près d'une quinzaine mesures non basées sur le décalage vers le rouge (redshift) donnent une distance de 21,357 ± 2,583 Mpc (∼69,7 millions d'al), ce qui est à l'intérieur des valeurs de la distance de Hubble. Cependant, cette galaxie, comme plusieurs de l'amas de la Vierge, est relativement rapprochée du Groupe local et on obtient souvent une distance de Hubble très différente en raison de leur mouvement propre dans le groupe où l'amas où elles sont situées. Notons que c'est avec la valeur moyenne des mesures indépendantes, lorsqu'elles existent, que la base de données NASA/IPAC calcule le diamètre d'une galaxie.

## Groupe de M87, de M60 et l'amas de la Vierge
Selon A.M. Garcia, IC 3322 est membre du groupe de M87 (NGC 4486). Ce groupe de galaxies comprend au moins 96 membres, dont 53 apparaissent au New General Catalogue et 17 à l'Index Catalogue. La galaxie PGC 40566 située au sud et près d'IC 3322 que certaines sources désignent comme NGC 3322A fait aussi partie du groupe de M87 et du groupe de M60.
D'autre part, la plupart des galaxies du New General Catalogue et seulement quatre de l'Index Catalogue apparaissent dans une liste de 227 galaxies d'un article publié par Abraham Mahtessian en 1998. IC 3322 n'apparait pas dans cette liste. Cette liste comporte plus de 200 galaxies du New General Catalogue et une quinzaine de galaxies de l'Index Catalogue. On retrouve dans cette liste 11 galaxies du Catalogue de Messier, soit M49, M58, M60, M61, M84, M85, M87, M88, M91, M99 et M100.
Toutes les galaxies de la liste de Mahtessian ne constituent pas réellement un groupe de galaxies. Ce sont plutôt plusieurs groupes de galaxies qui font tous partie d'un amas galactique, l'amas de la Vierge. Pour éviter la confusion avec l'amas de la Vierge, on peut donner le nom de groupe de M60 à cet ensemble de galaxies, car c'est l'une des plus brillantes de la liste. L'amas de la Vierge est en effet beaucoup plus vaste et compterait environ 1 300 galaxies, et possiblement plus de 2 000, situées au cœur du superamas de la Vierge, dont fait partie le Groupe local,.
De nombreuses galaxies de la liste de Mahtessian se retrouvent dans onze groupes décrits dans l'article d'A.M. Garcia, soit le groupe de NGC 4123 (7 galaxies), le groupe de NGC 4261 (13 galaxies), le groupe de NGC 4235 (29 galaxies), le groupe de M88 (13 galaxies, M88 = NGC 4501), le groupe de NGC 4461 (9 galaxies), le groupe de M61 (32 galaxies, M61 = NGC 4303), le groupe de NGC 4442 (13 galaxies), le groupe de M87 (96 galaxies, M87 = NGC 4486), le groupe de M49 (127 galaxies, M49 = NGC 4472), le groupe de NGC 4535 (14 galaxies) et le groupe de NGC 4753 (15 galaxies). Ces onze groupes font partie de l'amas de la Vierge et ils renferment 396 galaxies. Certaines galaxies de la liste de Mahtessian ne figurent cependant dans aucun des groupes de Garcia et vice versa.